# Italochrysa okavangoensis
Italochrysa okavangoensis là một loài côn trùng trong họ Chrysopidae thuộc bộ Neuroptera. Loài này được Tjeder miêu tả năm 1966.